# Eve of Destiny
Eve of Destiny är ett japanskt industrial rock band, grundat 1999 av Haruhiko Ash, som tidigare var med i punkrock/hårdrock-bandet The Zolge. Eve of Destiny var länge Haruhiko Ahs egna soloprojetk, något som dock kom att ändras 2002 när den mer kända gitarristen Közi ifrån Malice Mizer gick med i bandet och de började turnera utanför Japan.